# Luan Silva dos Santos
Luan Silva dos Santos (Salvador, 26 febbraio 1999) è un calciatore brasiliano, centrocampista svincolato.

## Caratteristiche tecniche
È un esterno sinistro.

## Carriera
Cresciuto nelle giovanili del Vitória, ha esordito in prima squadra il 4 marzo 2018 in occasione del match del Campionato Baiano vinto 2-1 contro lo Jacobina.

## Palmarès

### Competizioni internazionali
- Coppa Libertadores: 1

Palmeiras: 2021